# Novia Industries
Novia Industries est une entreprise camerounaise active dans la production et la distribution d'huile domestique et de savon. Elle est dirigée par Hayssam El Jammal.

## Activités
Novia Industries est active dans la production et la distribution d'huile de cuisson et la fabrication de savon à Douala. Elle produit par jour 500 tonnes d'huile de table raffinée et 160 tonnes de savon. Elle est dirigée par Hayssam El Jammal. Elle est une filiale de l'entreprise Prometal. Elle a une usine dans la Zone industrielle de Douala-Bonabéri.